# Auguste de Beauharnais

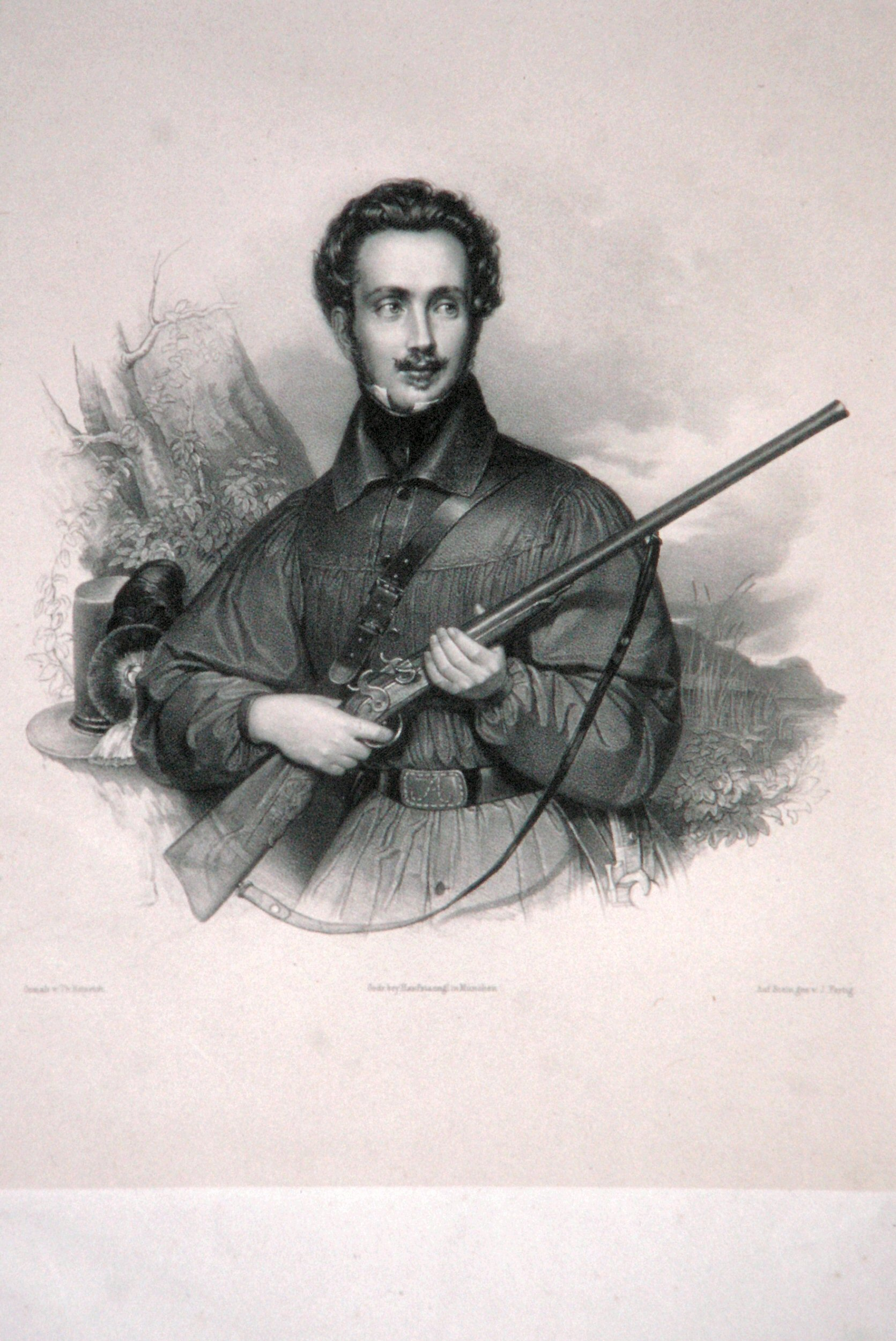
Auguste de Beauharnais, Herzog von Leuchtenberg, Lithographie von Ignaz Fertig

Auguste de Beauharnais

Auguste Charles Eugène Napoléon de Beauharnais (* 9. Dezember 1810 in Mailand; † 28. März 1835 in Lissabon) war der 2. Herzog von Leuchtenberg sowie Herzog von Santa Cruz und Prinzgemahl von Portugal.

## Leben
Auguste war der älteste Sohn von Eugène de Beauharnais (1781–1824) und seiner Ehefrau Prinzessin Auguste von Bayern (1788–1851), Tochter des ersten bayerischen Königs Maximilian I. Joseph und seiner ersten Gattin Prinzessin Auguste Wilhelmine Maria von Hessen-Darmstadt. Er war väterlicherseits ein Enkel von Joséphine de Beauharnais, Kaiserin der Franzosen. Nach dem Sturz Bonapartes bekam sein Vater am 14. November 1817 von seinem Schwiegervater Maximilian I. Joseph von Bayern den Titel eines Herzogs von Leuchtenberg mit dem gleichnamigen Landgrafentum und dem Fürstentum Eichstätt als Standesherrschaft zugesprochen. Als sein Vater 1824 starb, erbte er die Titel.

### Politische Laufbahn
Am 5. November 1834 heiratete Herzog Auguste per procurationem in München und in persona dann am 26. Januar 1835 in Lissabon die 15-jährige Königin Maria II. von Portugal (1819–1853), älteste Tochter von Kaiser Peter I. von Brasilien (1798–1834) und seiner ersten Gattin Erzherzogin Maria Leopoldine von Österreich. Nach der Heirat bekam er die Titel Herzog von Santa Cruz und Prinzgemahl von Portugal zugesprochen.
Zwei Monate darauf erkrankte Auguste an einer Angina und starb am 28. März 1835 in Lissabon daran. Sein Tod löste große Unruhe in Lissabon aus, und die Ruhe konnte nur unter Aufwendung großer Mühen wiederhergestellt werden. Die Königin musste die Staatsräson über ihre eigenen Gefühle stellen, ihren Schmerz unterdrücken und als soeben verwitwete Frau eine neue Ehe aushandeln. Auguste war zur Zeit seines Todes kinderlos. Sein jüngerer Bruder Maximilian de Beauharnais wurde sein Nachfolger als 3. Herzog von Leuchtenberg.

## Vorfahren
| Ahnentafel Auguste de Beauharnais | Ahnentafel Auguste de Beauharnais                                                          | Ahnentafel Auguste de Beauharnais                                                          | Ahnentafel Auguste de Beauharnais                                                          | Ahnentafel Auguste de Beauharnais                                                          | Ahnentafel Auguste de Beauharnais                                                                        | Ahnentafel Auguste de Beauharnais                                                                        | Ahnentafel Auguste de Beauharnais                                                                        | Ahnentafel Auguste de Beauharnais                                                                        |
| --------------------------------- | ------------------------------------------------------------------------------------------ | ------------------------------------------------------------------------------------------ | ------------------------------------------------------------------------------------------ | ------------------------------------------------------------------------------------------ | --- | --- | --- | --- |
| Urgroßeltern                      | François de Beauharnais ⚭ Marie Anne Henriette Francoise Pyvart de Chastullé               | François de Beauharnais ⚭ Marie Anne Henriette Francoise Pyvart de Chastullé               | Joseph-Gaspard Tascher de La Pagerie ⚭ Rose-Claire des Vergers de Sannois                  | Joseph-Gaspard Tascher de La Pagerie ⚭ Rose-Claire des Vergers de Sannois                  | Friedrich Michael von Pfalz-Birkenfeld (1724–1767) ⚭ 1746 Maria Franziska von Pfalz-Sulzbach (1724–1794) | Friedrich Michael von Pfalz-Birkenfeld (1724–1767) ⚭ 1746 Maria Franziska von Pfalz-Sulzbach (1724–1794) | Georg Wilhelm von Hessen-Darmstadt (1722–1782) ⚭ 1748 Luise zu Leiningen-Dagsburg-Falkenburg (1729–1818) | Georg Wilhelm von Hessen-Darmstadt (1722–1782) ⚭ 1748 Luise zu Leiningen-Dagsburg-Falkenburg (1729–1818) |
| Großeltern                        | Alexandre de Beauharnais (1760–1794) ⚭ 1779 Joséphine de Tascher de la Pagerie (1763–1814) | Alexandre de Beauharnais (1760–1794) ⚭ 1779 Joséphine de Tascher de la Pagerie (1763–1814) | Alexandre de Beauharnais (1760–1794) ⚭ 1779 Joséphine de Tascher de la Pagerie (1763–1814) | Alexandre de Beauharnais (1760–1794) ⚭ 1779 Joséphine de Tascher de la Pagerie (1763–1814) | Maximilian I. Joseph von Bayern (1756–1825) ⚭ 1785 Auguste Wilhelmine von Hessen-Darmstadt (1765–1796)   | Maximilian I. Joseph von Bayern (1756–1825) ⚭ 1785 Auguste Wilhelmine von Hessen-Darmstadt (1765–1796)   | Maximilian I. Joseph von Bayern (1756–1825) ⚭ 1785 Auguste Wilhelmine von Hessen-Darmstadt (1765–1796)   | Maximilian I. Joseph von Bayern (1756–1825) ⚭ 1785 Auguste Wilhelmine von Hessen-Darmstadt (1765–1796)   |
| Eltern                            | Eugène de Beauharnais (1781–1824) ⚭ 1806 Auguste von Bayern (1788–1851)                    | Eugène de Beauharnais (1781–1824) ⚭ 1806 Auguste von Bayern (1788–1851)                    | Eugène de Beauharnais (1781–1824) ⚭ 1806 Auguste von Bayern (1788–1851)                    | Eugène de Beauharnais (1781–1824) ⚭ 1806 Auguste von Bayern (1788–1851)                    | Eugène de Beauharnais (1781–1824) ⚭ 1806 Auguste von Bayern (1788–1851)                                  | Eugène de Beauharnais (1781–1824) ⚭ 1806 Auguste von Bayern (1788–1851)                                  | Eugène de Beauharnais (1781–1824) ⚭ 1806 Auguste von Bayern (1788–1851)                                  | Eugène de Beauharnais (1781–1824) ⚭ 1806 Auguste von Bayern (1788–1851)                                  |
| Auguste de Beauharnais            |                                                                                            |                                                                                            |                                                                                            |                                                                                            | | | | |

## Film
- Napoleons Erben in Bayern. Die Herzöge von Leuchtenberg, BR-Filmdokumentation von Bernhard Graf, 2020.